# Björna 263:1
Björna 263:1 är en samisk härd vid Lägstaån i Björna, i Örnsköldsviks kommun, som tillhört en boplats eller ett viste. Härden  upptäcktes av Bernt-Ove Viklund 1991, cirka 1,5 kilometer söder om Ytter-Holmsjön.

## Beskrivning
Härden är närmast rektangulär, 1,55 x 0,75 meter och 10 centimeter hög. Kring kanten fanns fyra synliga stenar, 1–3 decimeter stora. Härden ligger på en tallhedsplatå med omgivande tallskog och sträcker sig i riktningen VNV-OSO.

## Fotnoter
1. ↑  Enligt Riksantikvarieämbetets definition är en härd en avgränsad eldplats som anlagts utomhus eller inne i kåta, hydda eller hus.'"`UNIQ--ref-00000006-QINU`"'